# Henri Ernest Baillon

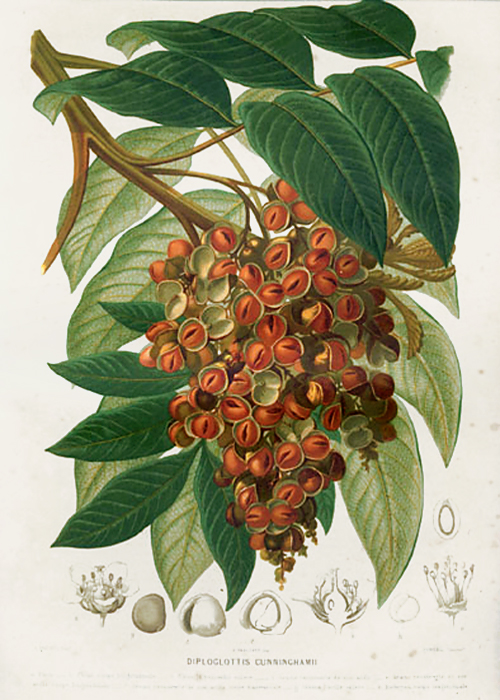
Diploglottis cunninghamii, v Baillonově Dictionnaire de botanique

Henri Ernest Baillon (30. listopadu 1827 Calais – 19. července 1895 Paříž) byl francouzský botanik a lékař. Jeho jméno nese rod Baillonia Bocq. ex Baill.
Baillon strávil celý svůj profesní život jako profesor přírodopisu a publikoval mnoho botanických prací. Byl také ředitelem Jardin des plantes v Paříži. V roce 1867 obdržel Řád čestné legie a v roce 1894 byl zvolen jako „zahraniční člen“ do Královské společnosti.
Baillon sestavil „Dictionnaire de botanique“, pro který Auguste Faguet vytvořil dřevoryty.

## Dílo (výběr)
- Adansonia, recueil périodique d’observations botaniques. Paris: [s.n.], 1866–1870, 10 dílů.
- Dictionnaire de botanique. Paris: [s.n.], 1876–1892, 4 díly.
- Étude générale du groupe des Euphorbiacées. [s.l.]: [s.n.], 1858.
- Histoire des plantes. [s.l.]: [s.n.], 1866–1895, 13 dílů.
- Histoire naturelle des plantes de Madagascar. [s.l.]: [s.n.], 3 díly.
- Iconographie de la flore française. [s.l.]: [s.n.], 1885–1894.
- Monographie des Buxacées et des Stylocérée. [s.l.]: [s.n.], 1859.
- Recherches organogéniques sur la fleur femelle des Conifères. [s.l.]: [s.n.], 1860.
- Recherches sur l’organisation, le développement et l’anatomie des Caprifoliacées. [s.l.]: [s.n.], 1864.
- Traité de botanique médicale cryptogamique. [s.l.]: [s.n.], 1889.
- Traité de botanique médicale phanérogamique. [s.l.]: [s.n.], 1883–1884.